# Listas partidárias para as eleições legislativas de Israel em 2022
A eleição legislativa de Israel em 2022 foi realizada usando representação proporcional de lista fechada. Cada partido apresentou uma lista de candidatos ao Comitê Eleitoral Central antes da eleição.

## Balad
A lista Balad é encabeçada por Sami Abu Shehadeh.
1. Sami Abu Shehadeh
2. Mtanes Shehadeh
3. Dua Hush Tatour
4. Walid Kadan
5. Mahasen Kis
6. Einat Weizman Diamond

## Hadash-Ta'al
A lista Hadash – Ta'al é encabeçada por Ayman Odeh.
1. Ayman Odeh
2. Ahmad Tibi
3. Aida Touma-Suleiman
4. Ofer Cassif
5. Youssef Atauna
6. Samir Bin Said
7. Ghalib Seif
8. Etimad Kadan

## Lar Judaico
A lista do Lar Judaico é encabeçada pela líder do Yamina , Ayelet Shaked.
1. Ayelet Shaked
2. Yossi Brodny
3. Amitai Porat
4. Nitsana Darshan-Leitner
5. Yomtob Kalfon
6. Orna Starkmann

## Partido Trabalhista
A lista do Partido Trabalhista de Israel é encabeçada por Merav Michaeli.
1. Merav Michaeli
2. Naama Lazimi
3. Gilad Kariv
4. Efrat Rayten
5. Ram Shefa
6. Emilie Moatti
7. Yair Fink
8. Ibtisam Mara'ana
9. Omer Bar-Lev
10. Mehereta Baruch-Ron
11. Amir Khnifess
12. Maya Nouri
13. Raz Karni [he]
14. Alassa Baruch-Yasso
15. Gabri Bargil [he]
16. Hadas Shaharabani Saidon
17. Nachman Shai
18. Alice Goldman
19. Tomer Avital
20. Dina Dayan
21. Gil Beilin
22. Einat Colman
23. Yair Tarchitsky
24. Kobi Kisos
25. Sari Yerushalmi
26. Farhan Abu-Riash
27. Simon Alfasi
28. Baruch Lagziel

## Likud
A lista do Likud é encabeçada por Benjamin Netanyahu.
1. Benjamin Netanyahu
2. Yariv Levin
3. Eli Cohen
4. Yoav Galant
5. Dudi Amsalem
6. Amir Ohana
7. Yoav Kisch
8. Nir Barkat
9. Miri Regev
10. Miki Zohar
11. Avi Dichter
12. Yisrael Katz
13. Shlomo Karhi
14. Amichai Chikli
15. Danny Danon
16. Idit Silman
17. David Bitan
18. Yuli Edelstein
19. Eliyahu Revivo
20. Galit Distel-Atbaryan
21. Nissim Vaturi
22. Shalom Danino
23. Haim Katz
24. Ofir Akunis
25. Tali Gottlieb
26. Hanoch Milwidsky
27. Boaz Bismuth
28. Moshe Saada
29. Eli Dellal
30. Gila Gamliel
31. Ofir Katz
32. May Golan
33. Dan Illouz
34. Ariel Kallner
35. Eti Atiya
36. Amit Halevi
37. Tsega Melaku
38. Osher Shekelim
39. Keti Shitrit
40. Moshe Passal
41. Shashi Guetta
42. Avihai Boaron
43. Yossi Fuchs
44. Ayoob Kara
45. Shabtai Ketesh
46. Tzachi Hanegbi
47. Erez Tadmor [he]
48. Keren Barak
49. cs [he]
50. Orly Levy-Abekasis
51. Uzi Dayan
52. Dorit Ohana
53. Moshe Feiglin

## Meretz
A lista do Meretz é encabeçada por Zehava Gal-On.
1. Zehava Gal-On
2. Mossi Raz
3. Michal Rozin
4. Ali Salalha
5. Yair Golan
6. Gaby Lasky
7. Nitzan Horowitz
8. Mazen Abu Siam
9. Umaima Hamed
10. Ayid Badar

## Partido da Unidade Nacional
A lista do Partido da Unidade Nacional é encabeçada por Benny Gantz.
1. Benny Gantz
2. Gideon Sa'ar
3. Gadi Eisenkot
4. Pnina Tamano-Shata
5. Yifat Shasha-Biton
6. Hili Tropper
7. Ze’ev Elkin
8. Michael Biton
9. Matan Kahana
10. Orit Farkash-Hacohen
11. Sharren Haskel
12. Alon Schuster
13. Michel Buskila
14. Eitan Ginzburg
15. Yael Ron Ben-Moshe
16. Akram Hasson
17. Inbar Yehezkeli
18. Inbar Harush Giti
19. Mufid Mari
20. Dovrat Weizer
21. Gilad Kabilo
22. Ruth Wasserman Lande
23. Shirly Pinto
24. Alon Tal
25. Shlomi Yehiav
26. Zohar Tal

## Partido Religioso Sionista
A lista dos Sionistas Religiosos é encabeçada por Bezalel Smotrich.
1. Bezalel Smotrich
2. Itamar Ben-Gvir
3. Ofir Sofer
4. Orit Strook
5. Yitzhak Wasserlauf
6. Simcha Rothman
7. Almog Cohen
8. Michal Waldiger
9. Amihai Eliyahu
10. Zvika Fogel
11. Avi Maoz
12. Ohad Tal
13. Limor Son Har-Melech
14. Moshe Solomon
15. Yitzhak Kroizer
16. Zvi Sukkot
17. Tzachi Eliyahu
18. Yitzhak Hai Zaga
19. Moshe Ben Zikri
20. Arnon Segal
21. Dror Meir Ohana
22. Devora Gonen
23. Ofra Shuraki
24. Naama Zarbiv

## Shas
A lista Shas é encabeçada por Aryeh Deri.
1. Aryeh Deri
2. Ya'akov Margi
3. Yoav Ben-Tzur
4. Michael Malchieli
5. Haim Biton
6. Moshe Arbel
7. Yinon Azulai
8. Moshe Abutbul
9. Uriel Buso
10. Yosef Taieb
11. Avraham Betzalel
12. Yonatan Mishraki
13. Netanel Haik
14. Erez Melol
15. Simeon Moshiashvili
16. Meir Galant
17. Yaakov Tzedaka
18. Tal Matityahu

## Lista Árabe Unida
A lista da United Arab List é encabeçada por Mansour Abbas.
1. Mansour Abbas
2. Walid Taha
3. Walid al-Huashla
4. Iman Khatib-Yasin
5. Yasser Hujirat
6. Abdel Karim Masri
7. Ata Abu Madighan
8. Ibrahim Abu Laben

## Judaísmo Unido da Torá
A lista do Judaísmo Unido da Torá é encabeçada por Yitzhak Goldknopf.
1. Yitzhak Goldknopf
2. Moshe Gafni
3. Meir Porush
4. Uri Maklev
5. Ya'akov Tessler
6. Ya'akov Asher
7. Yisrael Eichler
8. Yitzhak Pindrus
9. Moshe Roth
10. Eliyahu Baruchi
11. Binyamin Hershler
12. David Ohana

## Yesh Atid
A lista do Yesh Atid é encabeçada por Yair Lapid.
1. Yair Lapid
2. Orna Barbivai
3. Meir Cohen
4. Karine Elharrar
5. Meirav Cohen
6. Yoel Razvozov
7. Elazar Stern
8. Mickey Levy
9. Meirav Ben-Ari
10. Ram Ben Barak
11. Yoav Segalovich
12. Boaz Toporovsky
13. Michal Shir
14. Idan Roll
15. Yorai Lahav-Hertzano
16. Vladimir Beliak
17. Ron Katz
18. Matti Sarfati Harkavi
19. Tania Mazarsky
20. Yasmin Fridman
21. Debbie Biton
22. Moshe Tur-Paz
23. Simon Davidson
24. Naor Shiri
25. Shelly Tal Meron
26. Yaron Levi
27. Adi Azuz
28. Oz Haim
29. Mohammed Elhega
30. Michal Slawny Cababia
31. Roni Malkai
32. Tomer Viner
33. Ronit Ernefroind
34. Sagit Gamliel
35. Hana Gol
36. Lydia Hatuel-Czuckermann

## Yisrael Beiteinu
A lista de Yisrael Beiteinu é encabeçada por Avigdor Lieberman.
1. Avigdor Lieberman
2. Oded Forer
3. Evgeny Sova
4. Sharon Nir
5. Yulia Malinovsky
6. Hamad Amar
7. Alex Kushnir
8. Batya Kahana-Dror
9. Yossi Shain
10. Limor Magen Telem
11. Elina Bardach-Yalov
12. Sharon Roffe Ofir